# Crassula umbella
Crassula umbella är en fetbladsväxtart som beskrevs av Nikolaus Joseph von Jacquin. Crassula umbella ingår i släktet krassulor, och familjen fetbladsväxter. Inga underarter finns listade i Catalogue of Life.